# Eugeniusz Romiszewski (1910–1983)
Eugeniusz Romiszewski (ur. 11 grudnia 1910 w Libawie na Łotwie, zm. 24 listopada 1983 w Londynie) – polski publicysta, korespondent wojenny, poeta, pisarz.

## Życiorys
Syn lekarza wojskowego, generała WP Eugeniusza Romiszewskiego i Heleny z Wanagasów. Miał starszą siostrę Helenę. Wnuk gen. Władysława Romiszewskiego i bratanek gen. Modesta Romiszewskiego.

## Młodość
Najmłodsze lata spędził wraz z rodziną w Piotrogrodzie, Niżnym Nowogrodzie, Mariupolu nad Morzem Azowskim czy Noworosyjsku, gdzie służył jego ojciec. Naukę rozpoczął w Grodnie (1924-1925), a następnie kontynuował w Zakopanem (1926-1931), gdzie ukończył gimnazjum. W latach 1935–1939 studiował geografię na Uniwersytecie Jagiellońskim. W czasie studiów odbył podróż po Laponii, którą opisał w książce W pogoni za zachodzącym słońcem (druk przerwał wybuch II wojny światowej).

## Okres II wojny światowej
Brał udział w kampanii wrześniowej. W 1940 przedostał się do Francji. Po upadku Francji został ewakuowany do Wielkiej Brytanii. W latach 1940–1943 był żołnierzem 1. Samodzielnej Brygady Spadochronowej, a od 1944 korespondentem wojennym przy 1. Samodzielnej Brygadzie Spadochronowej. Uczestniczył w desancie pod Arnhem (21 września 1944) w Holandii. Otrzymał bojowy Znak Spadochronowy. Wraz z 1. Dywizją Pancerną gen. St. Maczka, jako korespondent wojenny, przeszedł jej szlak bojowy przez Holandię i Niemcy. 
W tym okresie pisał głównie reportaże i artykuły, a także wiersze. Był stałym współpracownikiem Polski Walczącej, jego twórczość publikowana była również w Dzienniku Polskim i Dzienniku Żołnierza. Reportaże E. Romiszewskiego cieszyły się dużym uznaniem Melchiora Wańkowicza, które je cytował w swej pracy Wojna i pióro.

## Okres powojenny
Po demobilizacji redagował czasopisma Stowarzyszenia Polskich Kombatantów (m.in. Biuletyn Prasowy SPK). Był stałym współpracownikiem Polski Walczącej.
W 1952 rozpoczął pracę w Rozgłośni Polskiej Radia Wolna Europa w Monachium. Redagował bardzo wiele audycji m.in. Z polskiego punktu widzenia, Panoramę dnia, Audycję literacką, Kwadrans poetycki, Przegląd prasy emigracyjnej, Polacy na Zachodzie, Listy egzotyczne. Pozostawił ogromną spuściznę – był autorem m.in. kilkuset audycji poetyckich i kilkunastu słuchowisk Teatru Wyobraźni, a także cennych programów o charakterze dokumentalnym. Z czasem red. Eugeniusz Romiszewski stał się w Rozgłośni Polskiej RWE postacią bardzo popularną i legendarną oraz jej swoistym kronikarzem. Jego dzienniki stały się bardzo wartościowym i bogatym źródłem informacji o działalności RWE, często wykorzystywanym i cytowanym w literaturze.
W 1965 Eugeniusz Romiszewski debiutował jako poeta zbiorem Jedwabne spadochrony: wiersze z czasów wojny. Napisał książkę o spadochroniarzach SBS Od małpiego gaju do Arnhem. W swej twórczości powracał również do wspomnień związanych z ojcem – gen. Eugeniuszem Romiszewskim (Dowodzę flotą – Schmidt, Szpital mojego ojca).
Od 1947 Eugeniusz Romiszewski był członkiem Niepodległości i Demokracji (od 1952 koła monachijskiego NiD przy RWE). W wyniku konfliktu wewnętrznego w 1963 wraz z innymi czołowymi członkami NiD (m.in. Janem Nowakiem-Jeziorańskim) Romiszewski wystąpił z ugrupowania.
W 1975 przeszedł na emeryturę. Przeniósł się do Londynu, gdzie został redaktorem naczelnym Orła Białego (1972-1982). W tym okresie zbierał materiały i pisał książkę o gen. T. Borze-Komorowskim. W 2014 opublikowano wywiad Eugeniusza Romiszewskiego z Ireną Komorowską, wdową po generale Borze-Komorowskim.
Zmarł 24.XI.1983 w Londynie. Pozostawił żonę, Annę z Kicińskich (córkę gen. Adama Kicińskiego i siostrzenicę dyplomaty Kajetana Morawskiego) i syna Wiktora.